# Pindaros
Pindaros, även kallad Pindar eller Pindarus, född 522 eller 518 f.Kr., död 446 eller 438 f.Kr., var en grekisk poet. Han räknas som en av de nio lyrikerna.

## Biografi
Pindaros ansågs allmänt under antiken vara en av de allra största diktarna över huvud taget och beundrades av de romerska skalderna som exempelvis Horatius. Han var en vittberest man och kom ursprungligen från Kynoskefalai i Boiotien. Hans produktion var omfattande, och hans verk fanns under antiken samlade i 17 volymer. Han bemästrade olika genrer som bland annat hymner, paianer och dityramber. Av dessa har endast fyra böcker överlevt, och i dessa kan vi hitta hans epinikier dvs. hyllningssånger till idrottsliga segrar. Dessa 45 sånger, som även kallas oden, är av de hellenistiska filologerna i Alexandria klassificerade efter platsen där spelen utspelades. Det är de olympiska, pythiska, nemeiska och isthmiska odena.
Pindaros använder ofta uppbyggliga sentenser och gör moraliska reflektioner i sina sånger. Sångerna höll en något dämpad hyllningsnivå eftersom man inte ville förarga gudarna. Eftersom folket i antiken enbart innefattade de som var fria män, vände sig sångerna uteslutande till aristokratin. De var de enda som hade möjlighet att ägna sig åt andra sysslor än arbete som utbildning, sport, filosofi, politik, retorik, musik och krig.
Pindaros byggde upp komplexa meningsstrukturer, hade ett rikt språkbruk, och skapade ofta nya ord, så kallade neologismer. Inte för intet påminner Shakespeare om honom. Jämför "Endagsvarelser! Vad är vårt vara? Vårt icke vara? En skuggas dröm är människan" med Hamlets replik; "Att vara eller icke vara". Även Shakespeare nyskapade sitt språk och var mycket ordrik. Dessutom hänvisar Shakespeare till Pindaros som person i flera av sina texter. Pindaros behandlar även versen som den store virtuos han är. Enligt en anekdotisk uppgift ska han ha skrivit en hyllningssång som tog livet av segrarens fader på grund av den lycka denne lär ha känt.

## Utmärkelser
Asteroiden 5928 Pindarus är uppkallad efter honom.

## Verk
Pindaros' diktning samlades in och sorterades av alexandrinska vetenskapsmän, som av det då befintliga materialet sammanställde 17 böcker. 
- 1 bok med hymner
- 1 bok med paianer
- 2 böcker med dityramber
- 2 böcker med prosodier (preludier)
- 3 böcker med parthenia (jungfrusånger)
- 2 böcker med hyporchemata (danssånger)
- 1 bok med enkomia (lovsånger)
- 1 bok med threnoi (klagosånger)
- 1 böcker med epinikier (segersånger)

Forskningen har inte med säkerhet kunnat säga i hur hög grad denna indelning motsvarade genrerna i Pindaros' samtid. Av dessa böcker har endast epinikierna bevarats mer eller mindre intakta. Av övriga genrer återstår endast fragment.